# Карабаєв Дмитро Володимирович
Дмитро Володимирович Карабаєв (нар. 17 серпня 1990, Київ, УРСР) — український футболіст, півзахисник.

## Клубна кар'єра
У ДЮФЛУ виступав за київські «Арсенал» і «Динамо». 7 вересня 2007 року дебютував у Другій лізі за «Динамо-3» в матчі проти ФК «Коростень» (0:1). Влітку 2009 року перейшов у столичну «Оболонь». У Прем'єр-лізі дебютував 17 жовтня 2009 року в матчі проти київського «Динамо» (2:1). Дмитро вийшов на 85 хвилині замість Олега Мазуренка. У 2012 році виступав за аматорський ФК «Путрівка».

## Кар'єра в збірній
Виступав за юнацьку збірну України U-17. Дебютував 21 серпня 2005 року в матчі проти Білорусі (1:0). Всього за юнацьку збірну зіграв 13 матчів.